# Викрадений (фільм, 1971)
Викрадений (англ. Kidnapped) — англійський пригодницький фільм 1971 року, знятий за творами шотландського письменника Роберта Льюїса Стівенсона.

## Сюжет
Молодий чоловік Девід Балфур, досягнувши повноліття, отримує від сімейного адвоката лист до свого дядька Ебенезера. Прибувши в старовинний шотландський замок, Девід виявляє, що дядько не надто радий його появі. Тим не менш, прочитавши листа, Ебенезер погоджується влаштувати Девіда на корабель. Він знайомить хлопця з капітаном корабля, але той несподівано б'є Девіда по голові. Коли він приходить до тями то виявляє себе на кораблі, що пливе в Америку де його мають намір продати в рабство. Тим часом корабель врізається в невелику шлюпку на якій Алан Брек прямує до Франції, щоб воювати проти короля Англії. Дізнавшись про це, капітан корабля вирішує вбити ворога і забрати його гроші. Але Девід дізнається про задум капітана і розповідає про це Бреку.

## У ролях
| Актор           | Роль            |
| --------------- | --------------- |
| Майкл Кейн      | Алан Брек       |
| Лоуренс Дуглас  | Девід Балфур    |
| Вів'єн Гейлброн | Катріона Стюарт |
| Тревор Говард   | лорд-адвокат    |
| Джек Гоукінс    | капітан         |
| Дональд Плезенс | Авен Балфур     |
| Гордон Джексон  | Чарльз Стюарт   |
| Фредді Джонс    | Клуні           |
| Джек Вотсон     | Джеймс Стюарт   |
| Пітер Джефрі    | Ріач            |